# Lygodactylus lawrencei
Lygodactylus lawrencei är en ödleart som beskrevs av  Hewitt 1926. Lygodactylus lawrencei ingår i släktet Lygodactylus och familjen geckoödlor. Inga underarter finns listade i Catalogue of Life.